# Bytowo, Hạt Stargard
Bytowo [bɨˈtɔvɔ] (tiếng Đức: Butow) là một ngôi làng thuộc khu hành chính của Gmina Dobrzany, thuộc hạt Stargard, West Pomeranian Voivodeship, ở phía tây bắc Ba Lan. Nó nằm khoảng 8 kilômét (5 mi)   phía đông Dobrzany, 34 km (21 mi) về phía đông của Stargard và 65 km (40 mi) về phía đông của thủ đô khu vực Szczecin.
Trước năm 1945, khu vực này là một phần của Đức. Đối với lịch sử của khu vực, xem Lịch sử của Pomerania.